# Гертер, Эрнст
Эрнст Густав Гертер (Хертер; нем. Ernst Gustav Herter; 14 мая 1846[…], Берлин — 21 декабря 1917[…], Берлин) — немецкий скульптор.

## Биография
Родился в 1846 году в Берлине. Учился там же, в Академии художеств у Блезера и Вольфа (оба являлись учениками Рауха). С 1869 года работал как самостоятельный скульптор. В 1875 году совершил образовательную поездку в Италию. В дальнейшем был профессором и действительным членом Берлинской академии художеств.
Одной из самых известных работ Гертера является статуя «Умирающий Ахиллес» (1884). Эта скульптура была приобретена императрицей Австрии и стала центральным элементом парка её дворца Ахиллион на острове Корфу, Греция, где находится и поныне. Авторское повторение этой скульптуры украшает площадь польского города Эльблонга.
Второй известной работой Гертера стала статуя Гермеса, заказанная в подарок австрийской императрице её супругом, и давшая название выстроенной в Вене вилле Гермес. 
Также Гертером был создан фонтан-памятник Генриху Гейне, также известный, как «Фонтан Лорелеи». Эта работа была отвергнута немецким правительством из-за противоречивого отношения к творчеству Гейне в то время. В итоге, фонтан был выкуплен городом Нью-Йорком и 1899 году установлен в Бронксе, причём Гертер присутствовал на открытии.
Несмотря на многочисленные случаи вандализма, «Фонтан Лорелеи» сохранился до наших дней.
Скончался Гертер в 1917 году в Берлине.

## Галерея

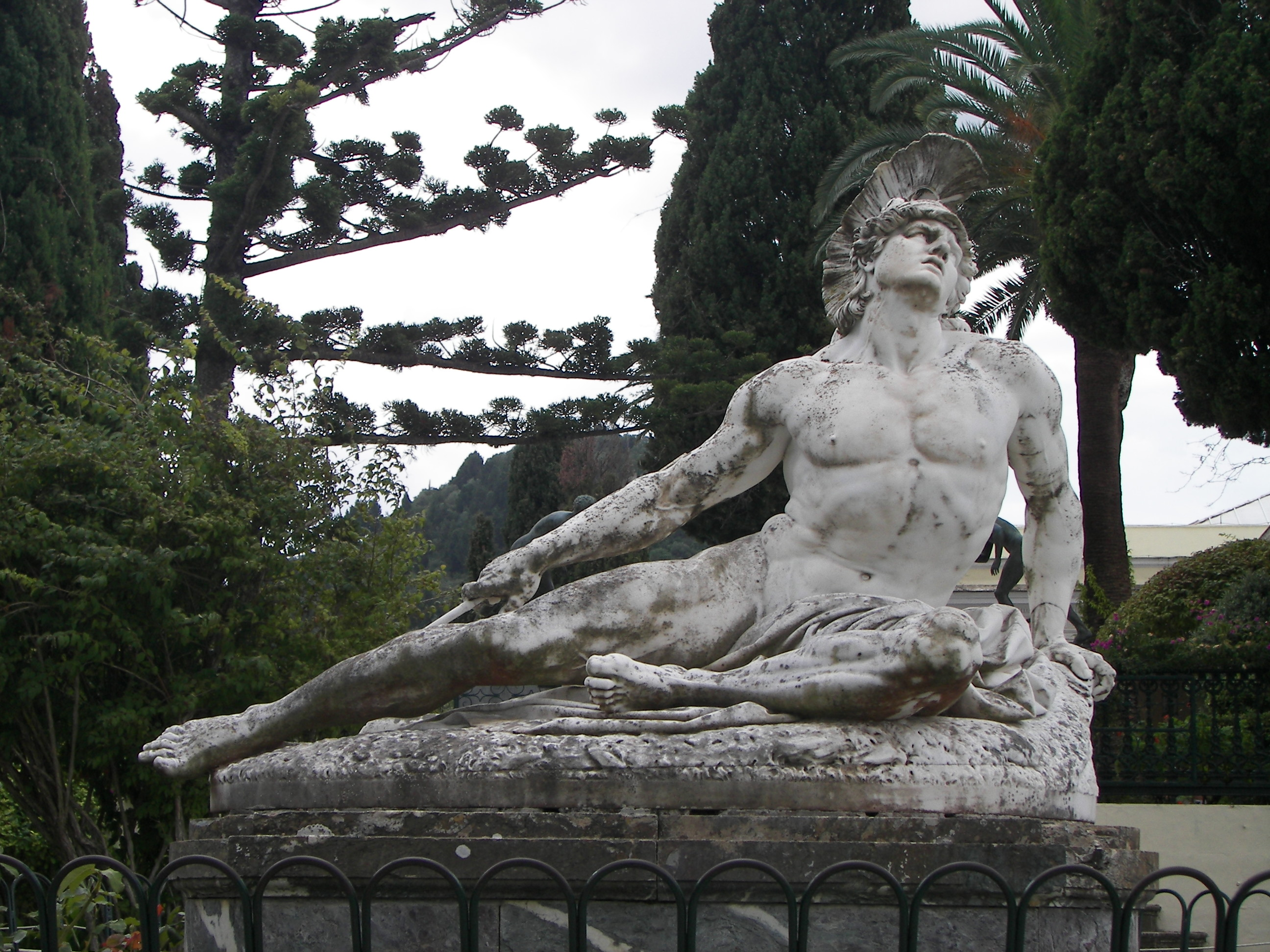
Умирающий Ахиллес (1884). Дворец Ахиллион, Корфу, Греция
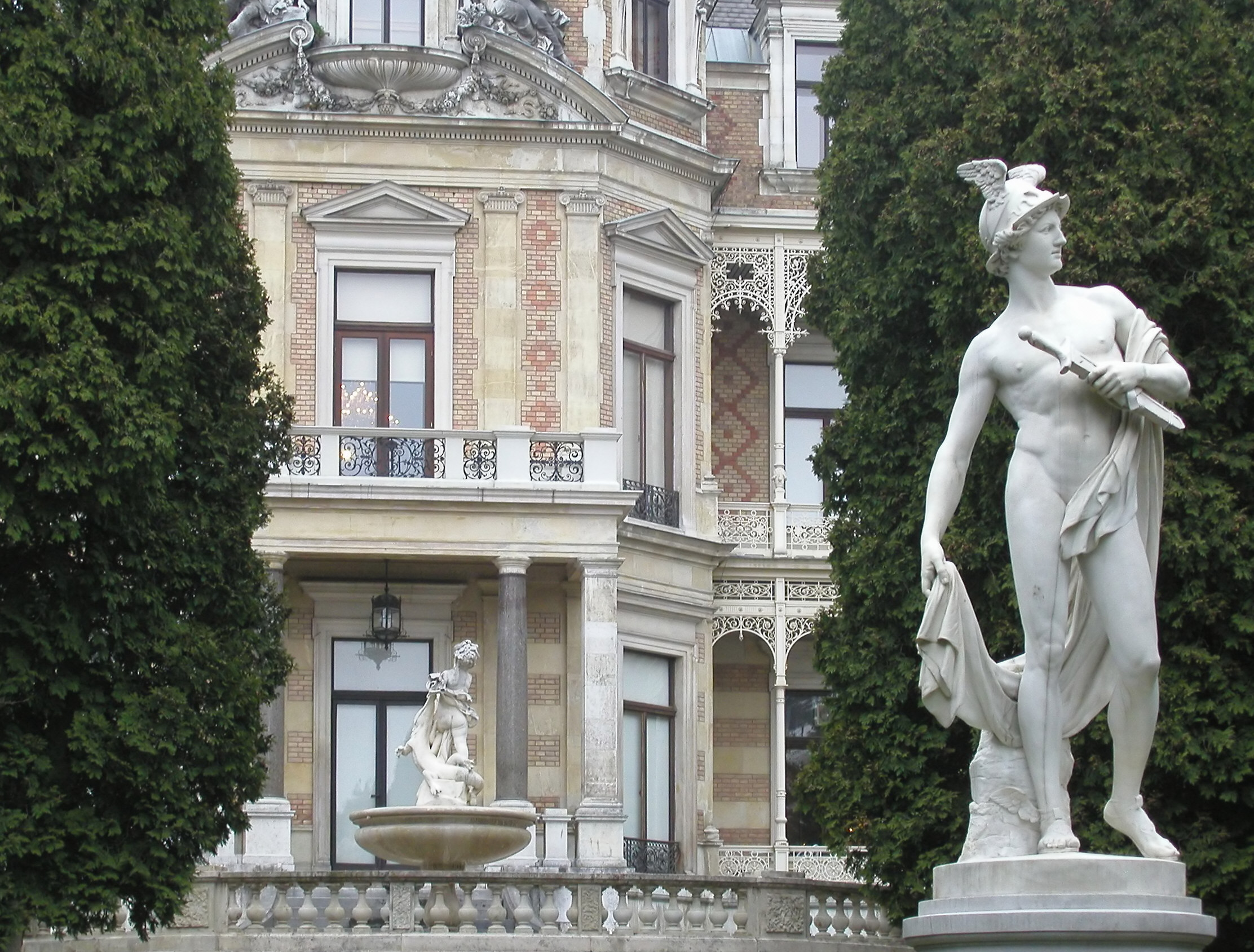
Статуя Гермеса, Вилла Гермес, Вена
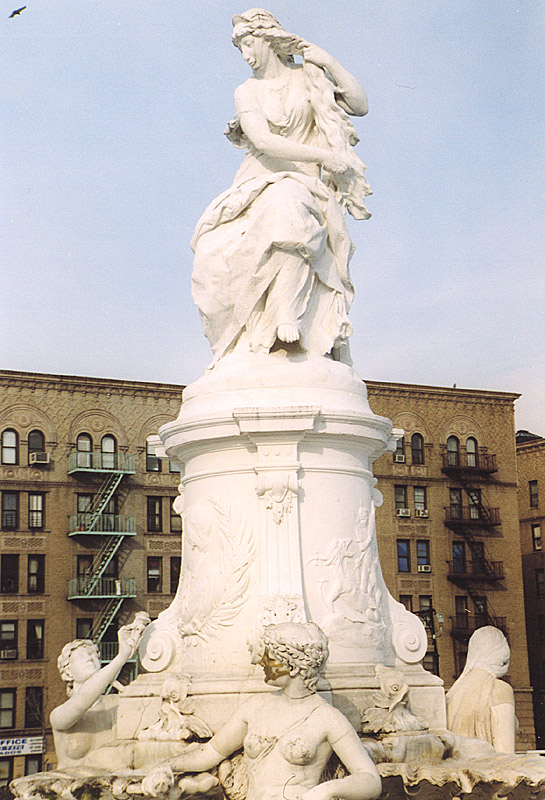
Фонтан Лорелеи, Нью-Йорк
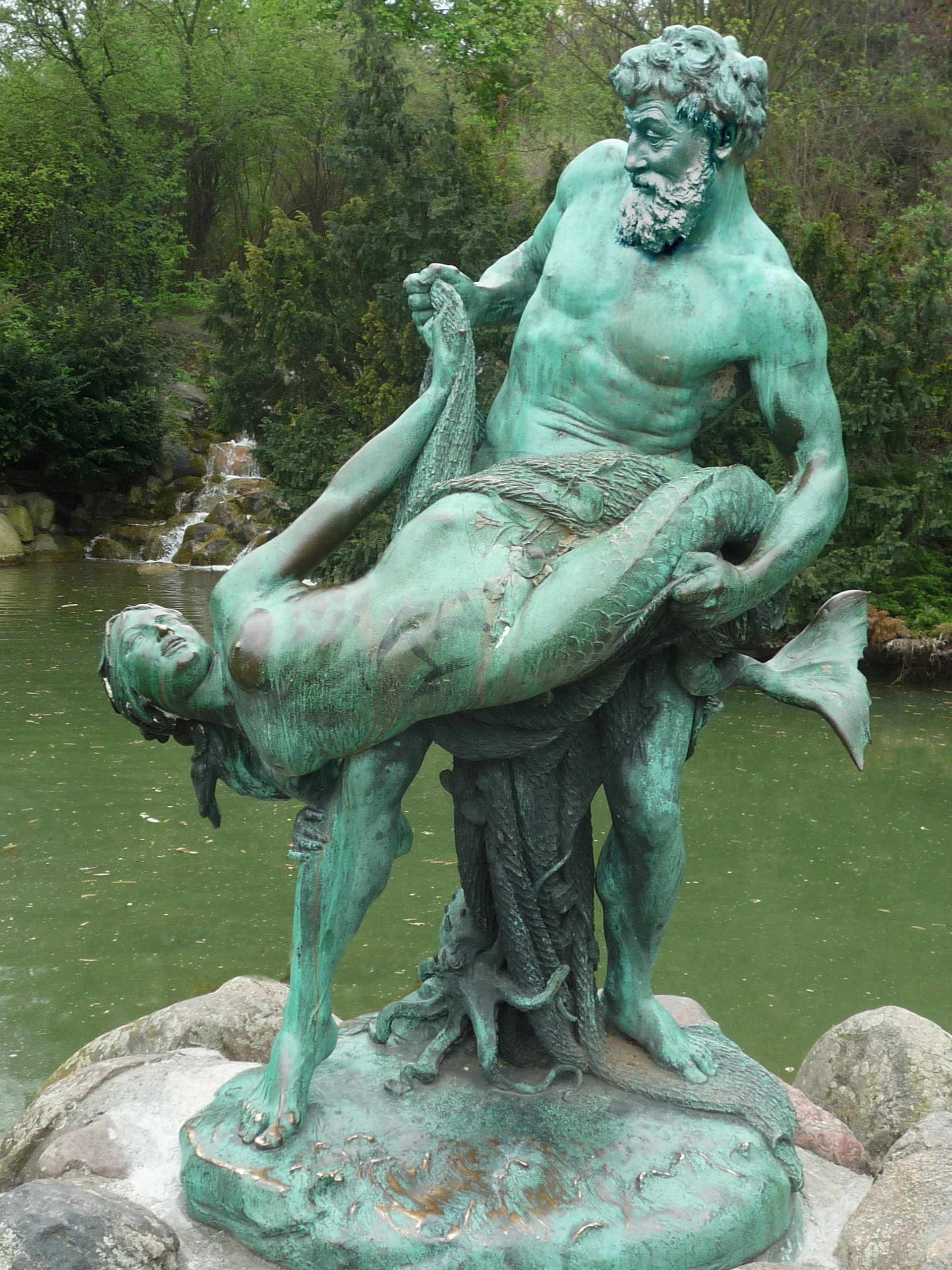
Редкий улов, 1896, Берлин
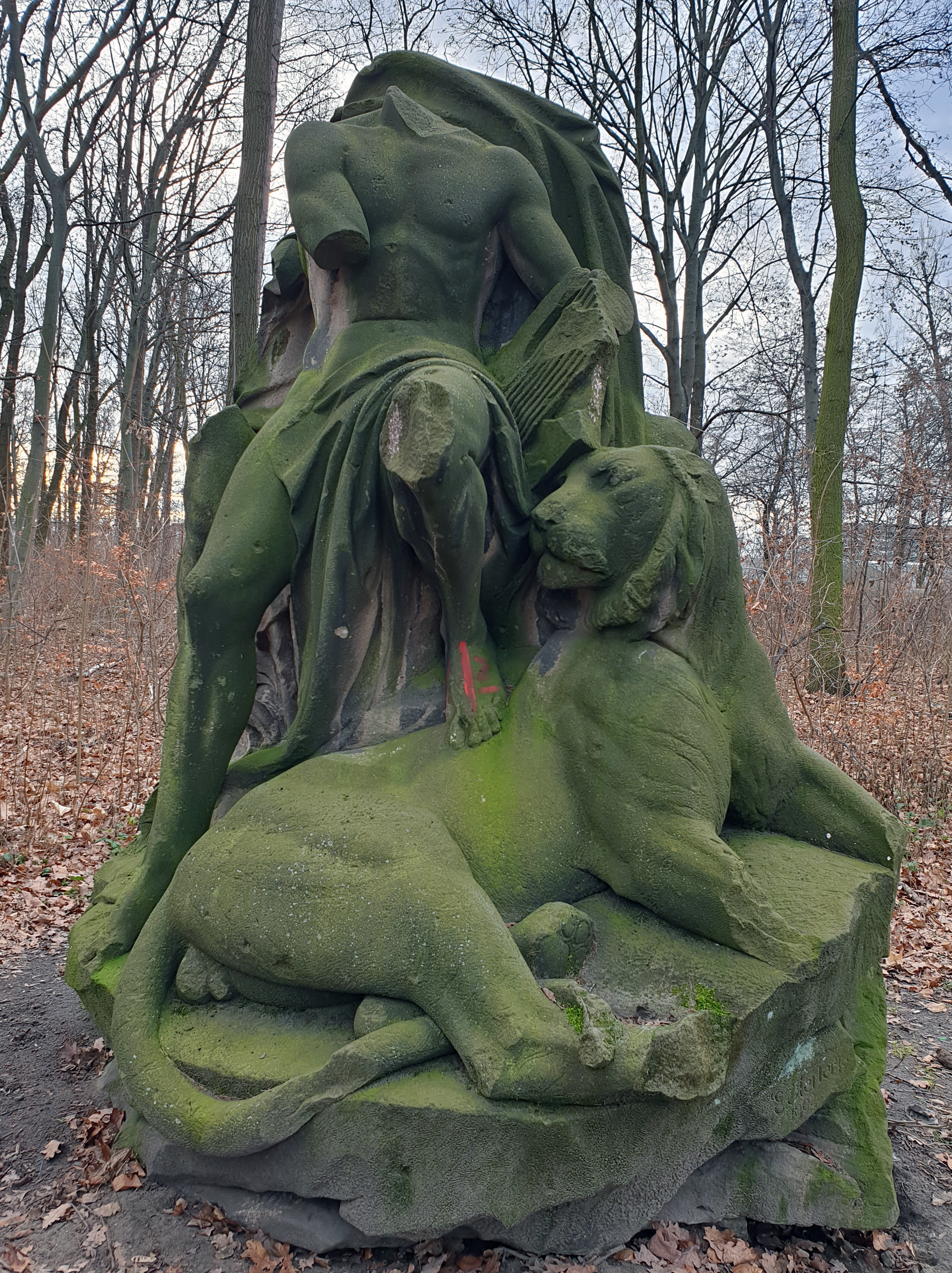
Орфей, 1902, Берлин
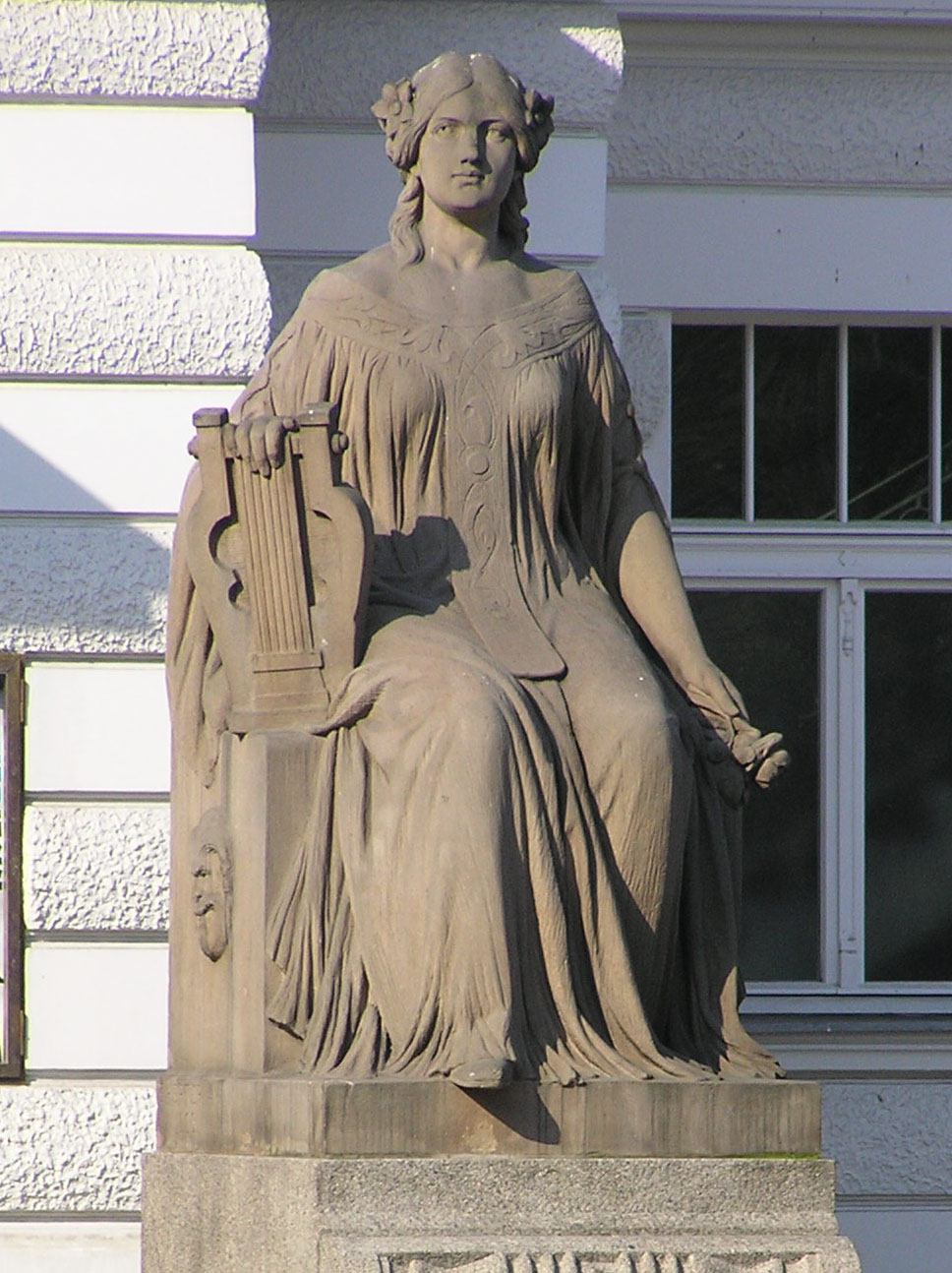
Терпсихора, 1909, Торн
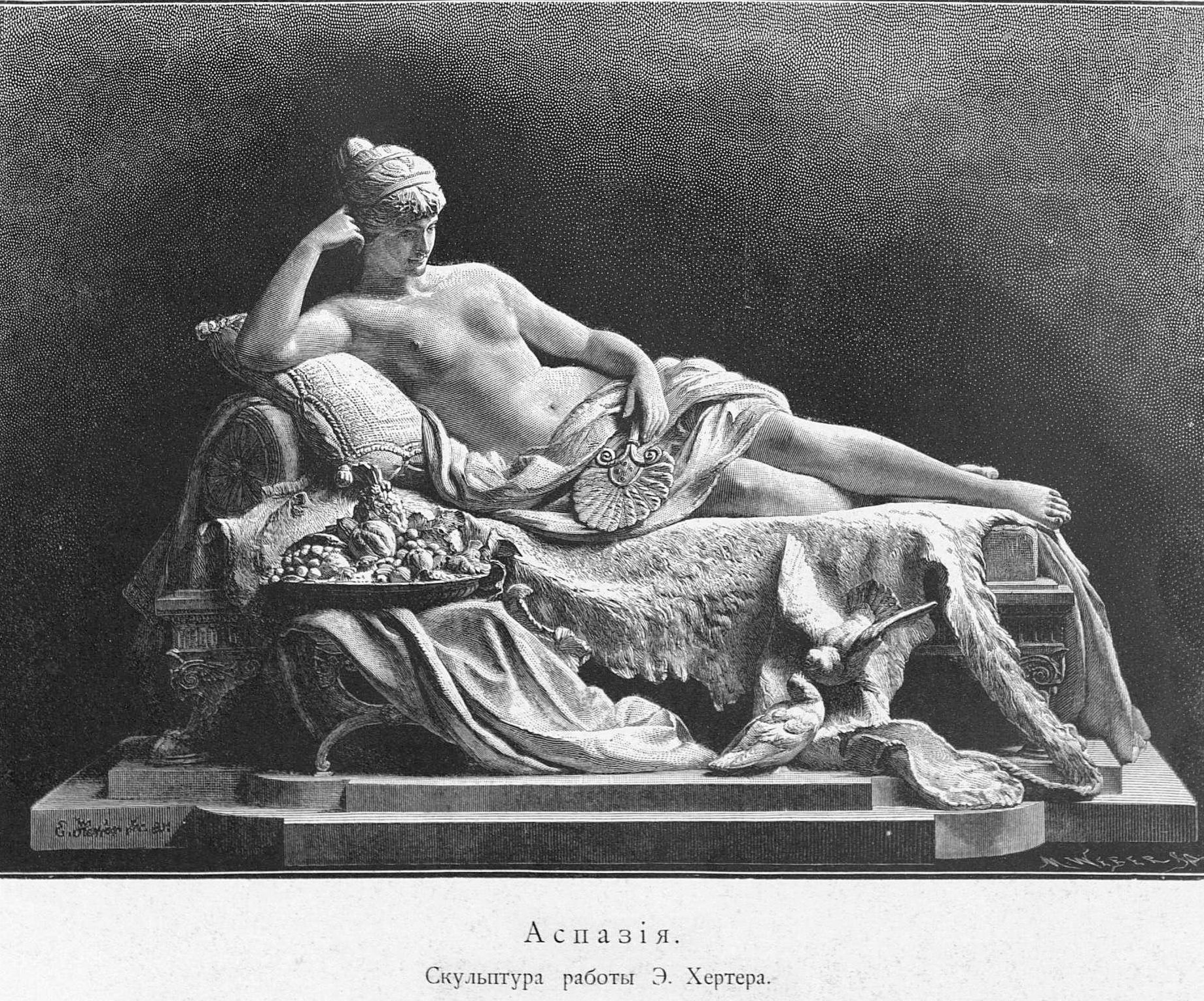
Аспазия. Гравюра с изображением скульптуры Гертера
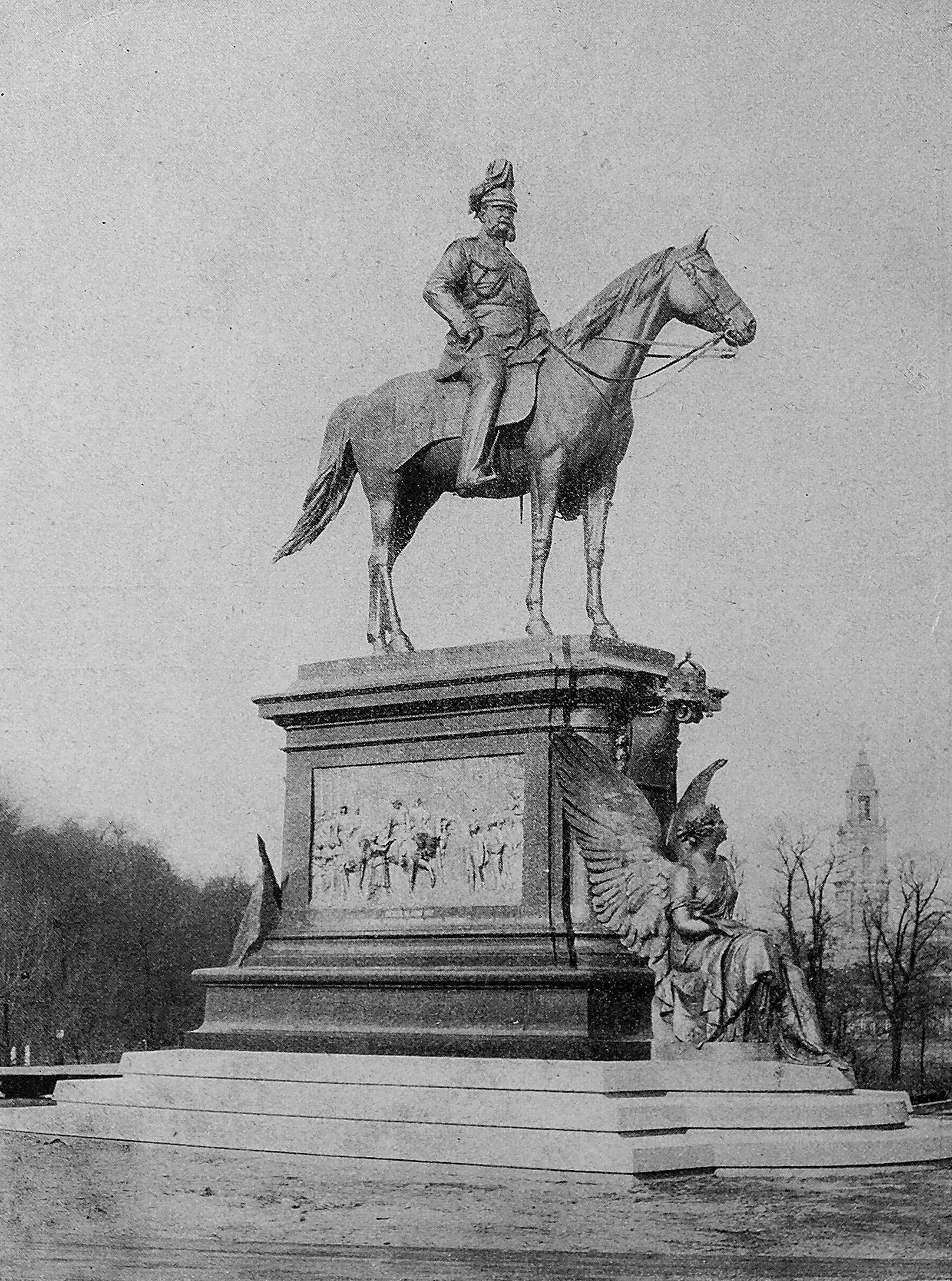
Памятник кайзеру Вильгельму I в Потсдаме (утрачен)
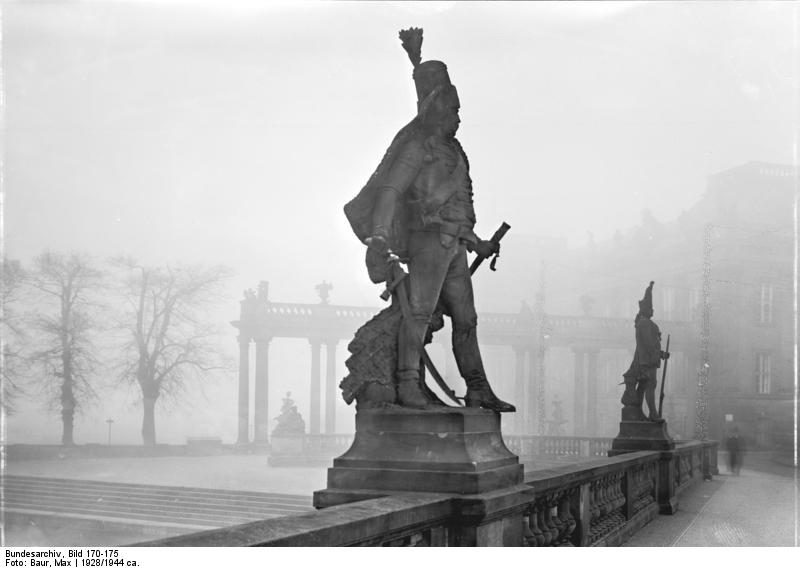
Потсдам. Фигуры солдат на Длинном мосту (утрачены)
Памятник Отто фон Бисмарку в Висбадене на оригинальном постаменте.
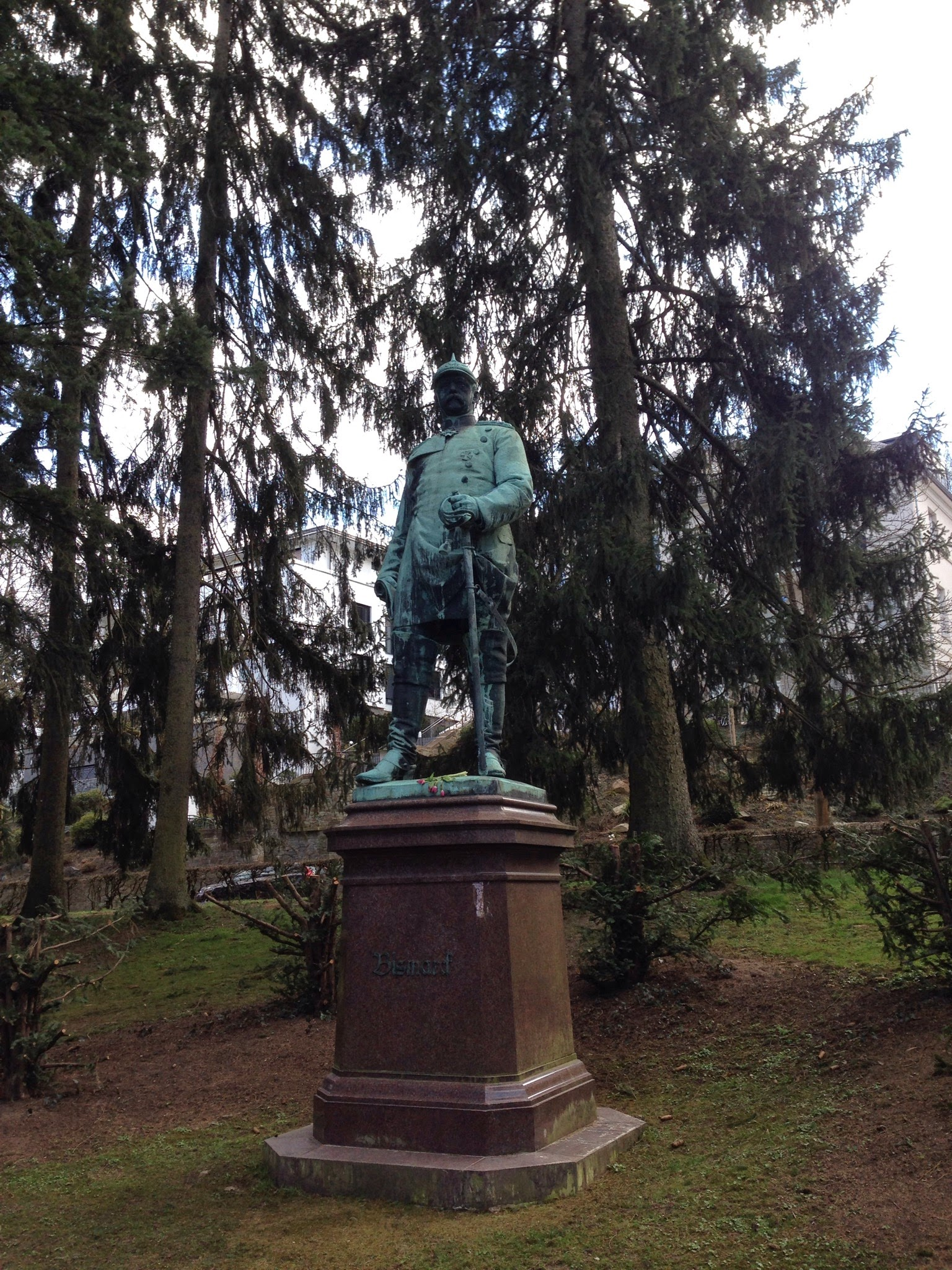
Памятник Отто фон Бисмарку в Висбадене. Современный вид.